# Basalzelle
Als Basalzellen bezeichnet man Zellen, welche in tiefen Zellschichten von Epithelien auf oder in der Nähe der Basalmembran ruhen. 

## Funktion
Üblicherweise handelt es sich bei Basalzellen um sogenannte Reservezellen, welche für die Regeneration abgestorbener Epithelzellen sorgen. Sie machen normalerweise nur eine Mitose durch, besitzen jedoch auch die Fähigkeit, sich zu teilen und sich in jeden anderen Zelltyp des Epithels zu differenzieren.

## Erkrankungen
Die bekanntesten Erkrankungen der Basalzellen sind Basaliome und Basalzellpapillome, die sich aus den Basalzellen (Keratinozyten) in den Basalzellschicht der Epidermis entwickeln.